# 6239 Minos
A 6239 Minos (ideiglenes jelöléssel 1989 QF) egy földközeli kisbolygó. Carolyn Shoemaker és Eugene Merle Shoemaker fedezte fel 1989. augusztus 31-én.